# 장기억압
장기억압(長期抑壓, LTD: Long-term depression)은 신경과학 분야에서 몇 시간 혹은 그 이상 지속되는 형식적 자극에 대해 신경세포 시냅스의 활성 효율이 감소하는 것을 말한다.
장기 억제는 뇌 영역과 발달 과정에 따라 다양한 기작을 통해 여러 중추신경계에서 나타난다. 해마와 소뇌에서의 장기억제가 가장 잘 분석 되었으며, 다른 뇌 영역에서의 장기억제 기작도 이해되었다. 장기 억제는 다양한 신경전달물질을 분비하는 여러 종류의 신경세포에서 나타나는 것이 발견되었으나, 장기억제에 관여하는 일반적인 신경 전달물질은 주로 L-글루탐산이다. L-글루탐산은 장기 억제가 일어나는 동안 NMDA 글루탐산 수용체(N-methyl-D-asparate receptors), AMPA 글루탐산 수용체(α-amino-3-hydroxy-5-methylisoxazole-4-propionicacid receptor), kinate 수용체, 대사형 글루탐산 수용체(mGluR)에 작용한다. 이러한 장기 억제는 강력한 시냅스 자극(소뇌 퍼킨제 세포에서 일어나는 것과 같이)이나 약한 지속적인 시냅스 자극에 의해 나타난다(해마에서와 같이). 장기 강화(Long-term potentiation, LTP)는 장기 억제에 반대되는 기작 이다; 이것은 오래 지속되는 시냅스 강도의 증가이다. 장기 억제와 장기 강화는 신경세포의 시냅스 가소성에 함께 영향을 미치는 요소이다. 장기 억제는 주로 시냅스 후 신경세포의 수용체 수가 감소하여 나타나는 것으로 생각되며, 시냅스 전 신경세포의 신경전달물질 분비의 감소 또한 영향을 미친다. 소뇌의 장기 억제는 운동 학습에 중요한 역할을 할 것으로 생각된다. 해마의 장기억제는 오래된 기억을 없애는 데에 중요한 역할을 하는 것으로 생각된다. 해마나 대뇌 피질에서의 장기 억제는 NMDA 글루탐산 수용체, 대사형 글루탐산 수용체, endocannabinoid에 의존하여 나타난다. 장기 억제에 기저 하는 분자적 기작에 의해 AMPA 글루탐산 수용체는 인산화 되거나 PF-PC 시냅스 표면에서 제거된다.
장기 억제는 장기 강화에 의한 시냅스 강화를 구조적으로 사용할 수 있게끔 하는 특정 시냅스의 선택적 약화를 유도하는 여러 기작중의 하나이다. 시냅스의 강화가 지속적으로 일어날 경우 시냅스는 그 효율의 최고점에 달하게 되어 새로운 정보의 저장이 저해 될 수 있으므로 장기억제의 역할이 필수적이다.

## 같이 보기
- 전기시냅스
- 흥분성 시냅스후 전위
- 억제성 시냅스후 전위
- 장기강화
- 신경가소성
- 시냅스후 전위